# Panyasis le Jeune
Panyasis (ou Panyassis) dit le Jeune, d'Halicarnasse (en grec ancien Πανύασις / Panýasis) était un philosophe grec de l'Antiquité, ayant vécu probablement au Ve siècle av. J.-C.

## Biographie
Ce philosophe est connu par une notice de la Souda (P-249), mentionnant un Panyasis d'Halicarnasse, le jeune, interprète des prodiges et philosophe. Il écrit Sur les Rêves, en deux livres. L'époque de sa vie n'est pas certaine. Il est possible qu'une citation de Douris de Samos mentionnée dans la notice de la Souda (P-248) relative au poète épique Panyasis, se rapporte à notre philosophe: il fait de Panyasis le fils d'un certain Dioclès, et précise qu'il serait né à Samos.
Artémidore de Daldis, un philosophe du IIe, cite à trois reprises un Panyasis d'Halicarnasse dans son ouvrage Sur l'Interprétation des Rêves (Ὀνειροκριτικά 1.2, 1.64 et 2.35).

## Editions des fragments
- Matthews V.J., Panyassis of Halikarnassos, Text and commentary, Leiden, 1974, p.8-9